# Olaf Stapledon
William Olaf Stapledon (ur. 10 maja 1886 w Seacombe, zm. 6 września 1950 w Caldy) – brytyjski filozof i pisarz. Autor kilku wpływowych dzieł science fiction. Sformułował tezę, według której fantastyka naukowa jest czymś zbliżonym do mitu. Pojawiła się ona w przedmowie do powieści Ostatni i pierwsi ludzie. Jest nazywany jednym z najwierniejszych uczniów, czy też następców H. G. Wellsa. 

## Życiorys
Olaf Stapledon urodził się w Seacombe w pobliżu Liverpoolu, był jedynym synem Williama Clibberta Stapledona i Emmeline Miller. Pierwsze sześć lat życia spędził z rodzicami w Port Said. Stapledon ukończył szkołę Abbotsholme School, a następnie Balliol College w Oksfordzie, gdzie uzyskał licencjat w dziedzinie historii współczesnej. Przez krótki okres pracował jako nauczyciel w Manchester Grammar School, a w latach 1910–1913 w biurze transportu morskiego w Liverpoolu i Port Said.
Podczas I wojny światowej od lipca 1915 do stycznia 1919 r. służył w Friends' Ambulance Unit na terenie Francji i Belgii. 16 lipca 1919 r. poślubił Agnes Zenę Miller (1894–1984). Mieli dwoje dzieci: córkę Mary Sydney Stapledon (ur. 1920) i syna Johna Davida Stapledona (ur. 1923). W 1920 r. zamieszkał w West Kirby.
W 1925 roku otrzymał doktorat z filozofii na Uniwersytecie w Liverpoolu. W 1929 r. opublikował swoją pierwszą książkę pt. A Modern Theory of Ethics. W roku 1930 wydał powieść science fiction pt. Ostatni i pierwsi ludzie (Last and First Men), która przyniosła mu sukces i do dziś zalicza się do kanonu gatunku. W 1940 r. przeniósł się z rodziną do Caldy.
W 1948 r. brał udział w Światowym Kongresie Intelektualistów w Obronie Pokoju we Wrocławiu, gdzie wygłosił referat „Świat i kultura”. Rok później uczestniczył w konferencji Conference for World Peace, która miała miejsce w Nowym Jorku.
Zmarł nagle na zawał serca w swoim domu w Caldy.

## Światopogląd
Olaf Stapledon był socjalistą (część krytyków nazywała go marksistą, sam jednak odcinał się od tej ideologii) i pacyfistą, uznając agresję i chciwość charakteryzujące współczesną mu cywilizację za niegodne pełnego człowieczeństwa. W swoich książkach wprowadził koncepcję rozwoju „osobowości we wspólnocie” (ang. personality-in-community) i „życia dla ducha”, w którym głównymi wartościami są mądrość, miłość i twórczość. W stosunku do religii był agnostykiem, twierdził, że ludzki umysł jest zbyt słabo rozwinięty by dojść do prawdy w kwestii istnienia Boga. Stapledona uważa się za jednego z prekursorów współczesnego transhumanizmu.
Poglądy filozoficzne Stapledona ukształtowały się pod wpływem Spinozy.

## Publikacje

### Science fiction
- Ostatni i pierwsi ludzie (Last and First Men: A Story of the Near and Far Future 1930; fragment powieści w polskim przekładzie w antologii Droga do science fiction, Alfa, 1986; pełny przekład wyd. Stalker Books, 2020)
- Last Men in London - Ostatni Ludzie w Londynie (1932)
- Dziwny John (Odd John: A Story Between Jest and Earnest 1935, wyd. polskie Wydawnictwo „Śląsk”, 1991)
- Sprawca Gwiazd (Star Maker 1937; wyd. polskie Fundacja Nowoczesna Polska, 2022; również jako Stwórca Gwiazd, Twórca Gwiazd; Stalker Books 2022, Wydawnictwo Officyna 2024)
- Darkness and the Light - Ciemność i Światło (1942)
- Old Man in New World - Stary człowiek w nowym świecie (1944)
- Syriusz (Sirius: A Fantasy of Love and Discord 1944; wyd. polskie Czytelnik, 1989)
- Death into Life (1946)
- The Flames: A Fantasy - Płomienie: Fantazja (1947)
- A Man Divided - Człowiek podzielony (1950)
- Four Encounters - Cztery spotkania (1976)
- Nebula Maker - Twórca mgławic (porzucona wersja Star Maker, 1976)

### Poezja
- Latter-Day Psalms - Psalmy dni ostatnich (1914)

### Inne
- A Modern Theory of Ethics: A study of the Relations of Ethics and Psychology - Nowoczesna teoria etyki: Studium relacji etyki i psychologii (1929)
- Waking World - Budzący się świat (1934)
- Saints and Revolutionaries - Święci i rewolucjoniści (1939)
- New Hope for Britain - Nowa nadzieja dla Brytanii (1939)
- Philosophy and Living - Filozofia i życie, 2 tomy (1939)
- Beyond the "Isms" - Poza "izmami" (1942)
- Seven Pillars of Peace - Siedem filarów pokoju (1944)
- Youth and Tomorrow - Młodość i jutro (1946)
- Worlds of Wonder: Three Tales of Fantasy - Zadziwiające światy: Trzy opowieści fantasy (1949)
- To the End of Time: the Best of Olaf Stapledon - Do końca czasu: Najlepsze dzieła Olafa Stapledona (1953)
- The Opening of the Eyes - Otwarcie oczu (1954)
- Far Future Calling: Uncollected Science Fiction and Fantasies of Olaf Stapledon - Daleka przyszłość wzywa: Niepozbierane science fiction i fantasy Olafa Stapledona (1979)
- An Olaf Stapledon Reader - Wypisy z Olafa Stapledona (1997)